# 四級市場
四級市場（英語：Fourth Market）是指機構投資者之間進行直接進行交易，不使用金融機構提供的服務。好處是雙方能節省佣金及沒有買賣價差。由於這類交易沒有申報要求，因此難以估計其市場規模。